# ヒャダインのわーきゃーいわれたい
『ヒャダインのわーきゃーいわれたい』は、2011年10月6日から2017年9月27日まで超!A&G+で、2017年10月4日から2023年3月29日までAG-ON Premiumにて配信されていたラジオ番組。

## 放送概要
パーソナリティのヒャダインが、女子にわーきゃー言われるため、様々なコーナーを実施していくラジオ番組。
ヒャダインにとって超!A&G+での初の冠番組。また、配信開始当初は超!A&G+で唯一0時台に生配信されていた番組であった。配信回数は「第○○わーきゃー」と紹介している（○○に回数の数字が入る）。なお、一部NRN地方局でも30分枠に纏めたバージョンが放送されていた。2014年度以降のナイターオフ期間は、NRNのラインネット番組の扱いを受けていた（日曜日 21:30 - 22:00。ただし、キー局の文化放送では、この間に別番組の『せがあぷラジオ』を放送しているため、裏送り専用番組と扱われていた）。
2017年10月から配信局が超!A&G+からAG-ON Premiumへ移行した。

### パーソナリティ
- ヒャダイン

### 配信・放送時間
超A&G+
- 2011年10月6日 - 2013年6月27日
  - 木曜日（水曜日深夜） 0:00 - 1:00（リピート放送: 日曜日16:00 - 17:00）
- 2013年7月4日 - 2014年4月3日
  - 木曜日（水曜日深夜） 24:00 - 25:00（リピート放送：木曜日16:00 - 17:00）
- 2014年4月10日 - 2016年3月31日
  - 木曜日（水曜日） 0:00 - 1:00（リピート放送：木曜日15:00 - 16:00）
- 2016年4月6日 - 2017年9月27日
  - 水曜日 23:00 - 翌0:00（リピート放送: 木曜日11:00 - 12:00）

AG-ON Premium
- 2017年10月4日 - 2023年3月29日
  - 毎週水曜日 23:00 - 翌0:00（生配信）※翌日から1週間アーカイブ配信

北日本放送
- 2014年10月5日 - 2016年3月27日
  - 日曜日 21:30 - 22:00（ダイジェスト版）
- 2016年10月2日 - 2017年4月2日
  - 日曜日 21:30 - 22:00（ダイジェスト版）

和歌山放送
- 2016年10月2日 - 2017年4月2日
  - 日曜日 21:30 - 22:00（ダイジェスト版）

山梨放送
- 2013年10月1日 - 2014年3月25日
  - 火曜日 21:00 - 21:30（ダイジェスト版）

新潟放送
- 2014年4月6日 - 6月29日
  - 日曜日 16:00 - 16:30（ダイジェスト版）

ラジオ福島
- 2014年10月5日 - 2015年3月29日
  - 日曜日 21:30 - 22:00（ダイジェスト版）
- 2015年10月1日 - 2016年3月31日
  - 木曜日 21:00 - 21:30（ダイジェスト版）

熊本放送
- 2016年2月5日 - 3月25日
  - 金曜日 21:00 - 21:30（ダイジェスト版）

福井放送
- 2017年10月7日 - 2018年3月31日
  - 毎週土曜日 21:30 - 22:00（ダイジェスト版）

IBC岩手放送
- 2017年10月8日 - 2018年4月1日
  - 毎週日曜日 21:30 - 22:00（ダイジェスト版）

### テーマソング
- オープニング
  - ヒャダインのじょーじょーゆーじょー/ヒャダイン （第1回 - 第4回）
  - あの日のボクへ feat.下野紘/ヒャダイン （第5回 - 第27回)
  - YEAH!x3 No? YEAH!!!/ヒャダイン （第28回 - 第121回)
  - わーきゃーいわれない/ヒャダイン（第122回 - ）
- エンディング
  - リア充ってこんなもんだっけ （off vocal）/ヒャダイン

## 内容・コーナー
配信開始の冒頭と直後のフリートークでは、配信翌日（木曜日）から一週間の間に起きたヒャダインまたは前山田健一としての出来事（主に仕事中心）とリスナーからのお便りを紹介している。
フリートーク冒頭では、必ずラジオネーム「肩身の狭いマナカナファン」からのメールが紹介される。これは、睾丸のヒャダ イン語をマナカナにしてしまった償いとして、このリスナーが仕入れてきたマナカナ情報を紹介するためである。
曲紹介として楽曲を流す際、ヒャダイン名義で発売する新曲は、PVが完成すればあわせてオンエアされる。また、前山田健一名義で作詞・作曲等を手がけたヒャダイン以外のアーティストの新曲もオンエアされることがある。

### 現在のコーナー
コーナー名は番組公式Twitterより。各コーナーで最も良かったメールやヒャダインが気に入ったメールにはノベルティが贈られている。
現在、毎週続いているコーナーは「100日後に無理ゲーするDT」のみであり、それ以外のコーナーは特に表記が無い限り、下記のコーナーから毎週2〜3コーナーを不定期に実施している。コーナーによっては実施の旨を前週に告知するものもある。（太字は現在実施されているコーナー）。
- 100日後に無理ゲーするDT

100日後に無理ゲーするまでの間、どんなことが起きたのか募集して、1日ずつみんなで物語を進めていくコーナー。
- 29の夏カルタ

29の夏であるあるを詰め込んだカルタを考えていくコーナー。
- アブノーマル白書

リスナーが普通と思っていたことがアブノーマルかどうか、ヒャダインが判定するコーナー。ヒャダイン自身やターキーがアブノーマル認定されることもしばしば。
- ヒャダ イン語

第1回配信で、ひどい下ネタを連発してしまったために急遽始まったコーナー。下ネタのスタイリッシュな言い方を募集。
募集した中から複数の候補を選出し、その中から決定する（著名な人物や団体等、他の番組を元ネタとしたもの、ヒャダインの仕事関係に悪影響を及ぼすものは没となる傾向にある）。これまでに決まった「ヒャダイン語」は後述の一覧表を参照。現在は募集はしているがコーナーは行われていない。
- 真剣DTたまり場

女子リスナーから届くDTへの疑問に男子リスナーが答えていくコーナー。お題によっては読んでいるヒャダインが「泣きそう」というほど卑屈な解答が届くこともしばしば。
月末には「最近見た思わず吹き出してしまったAVのシーン」という題材で必ず開催されている。
- ミニコーナー祭り

常連リスナーがふつおたのコーナーで次々と自分達のコーナーを作り出したため、本来のふつおたと分ける形で誕生。一つ読むたびにカフをおろし、次々と矢継ぎ早に読む。このコーナーに送る際は件名に自分のコーナー名を載せて送る。形は小説・ポエム・番組風など多種多様だが、基本的にゲスな内容でヒャダインが途中で読むのを投げ出すことも。毎月1週目の配信にて実施されている。
チンカス通信
2012年11月頃からラジオネーム「イカくさい兄さん」（以下、略してイカ兄）から送られてくる、様々な物事にチンカスの話題を混ぜて好き勝手やっているこの番組でもトップクラスのゲスコーナー。他リスナーからも届くようになるが、それに対するヒャダインのウケは悪い（ヒャダイン曰く、イカ兄のチンカス通信は「笑わせようとしていない」「意味のわからなさがいい」とのこと）。
イカ兄が超A&G+の別番組『ゆいかおりの実♪デジタル』に送ることを「ヒャダ 倫」で示唆した際、全力で止められたが、その後本当に送ったらしく、そのことが判明した際はヒャダインを始めとしたスタッフ・（イカ兄を除く）リスナーから悲鳴があがった。
アワビさん
多くのリスナーが投稿している、『サザエさん』風のゲスい次回予告をするコーナー。主人公の「アワビ」以外の登場人物は本元と同じだが、語っている内容は淫乱な物がほとんど。
チンカスポエム
イカ兄がミニコーナー祭りに大量にポエムを送り付けたため、後に独立して、毎週必ず番組の最後に読むようになった。ポエムの内容は下ネタからシリアスな内容まで多様だが、読解不能なこともある。
あふ～んキャン玉袋
睾丸に関する素朴な疑問に対してチンコ脳で返すというコーナー。2016年7月にヒャダインの一声でレギュラーコーナー化。「タイトルマッチンコ脳」の時と同じく、質問に対する回答に関して「なんで？」「どうして？」などの疑問を持ってはいけない。当初は元ネタである「Yahoo!」の冠がついていたが、本家からのお叱りを避けるために現在の名前になった。
- ヒャダインアカデミー

リスナーが考えた企画にヒャダインや別リスナーが全力で挑むコーナー。実質「わーきゃーいわれたーい」の後続コーナー。ちなみに好評だった企画はレギュラーコーナーに昇格されることもある、とアナウンスされており、下記の8コーナーが実際にレギュラーコーナーに昇格している。現在はやっているコーナーが多いため休業中。
- 真剣ゲス女たまり場

男子リスナーから届くゲス女への疑問に女子リスナーが答えていくコーナー。「真剣DTたまり場」の女子版。
当初、ヒャダイン及びスタッフ側は「いつも送ってくれる女子リスナー4人からしか送ってこないだろう」と高を括っていたが、予想をはるかに超える大量のメールが届いたため「いままでゲス女達の叫びに気づけてなかった」と謝罪する事態となった。
- パルプンテ

ヒャダインの芸名由来になったドラゴンクエストシリーズでお馴染みの「何が起こるか唱えるまでわからない」呪文を魔法使いや賢者の多いこの番組のリスナーが唱えたら何が起こるのか送ってもらう大喜利コーナー。
- パッパッパラパッパッパッパ

フリートーク時に流れるBGMに歌詞をつけるオープニングコーナー。コーナー名はそのBGMがそんな風に聞こえることから。ヒャダインが遊びでやっていたものが「ヒャダインアカデミー」を経てリスナーも考える「コーナー」へと発展した物である。
コーナー名が長すぎるため「パッパッパラ」と略されることもある。
- ヒャダイン先生、あのね

リスナーが小学校で使われていた「あのねノート」のように「ヒャダイン先生、あのね」で始め、日記風にまとめた近状報告をヒャダインに送るコーナー。
- ジョブチェンジ四十八手

男子リスナーから自分が普段やっているジョブチェンジを送ってきてもらい、その名称をみんなで考えるコーナー。次回テーマについては事前にターキーがその方法を絵に表したものをTwitterに毎回ツイートしている。
- DT舟を編む

「もしDTが辞書を編纂したら」という設定で世の中にある単語の独自の語釈を考えるコーナー。次回テーマはスタジオで実際に辞書を適当に開け、そのページに書かれていた言葉から選出される。
- DTナックル

某男性誌のように、DTが言いそうな名言を熱く書いて送るコーナー。
読み手はヒャダインではなく「〇〇は俺の嫁!」の常連であった松下氏など「いい声」を持つリスナーに任されており、読み手の募集も同時に行われている。
- ヒャダインの怒りチン党

リスナーが日々抱いている異性に対する不平不満をぶちまけ、その内容にヒャダインが共感できるかできないかを決めるコーナー。
- エロシックレコード

DTに対して「初体験はいつ？」と集団の前で聞いてきてバカにしてくる同僚や知人への対策としてリスナー達でリアルな初体験シチュエーションを考えよう、というコーナー。「誰と」「どこで」「何がきっかけで」「前戯または行為中にどんな会話をして」「行為後、なんと言われたか」という5つの内容を別々に送ってもらい、その内容をくじのように引いて、繋ぎあわせて1つの物語を作る。
スタッフによると「行為後、なんと言われたか」の内容が悲しくなるものばかり、とのことで、ハッピーエンドの物を重点的に募集している模様。
- ワードアート

番組にまつわる様々なエンブレムやロゴをワードアートを使って作るコーナー。出来上がった物がダサければダサいほど評価は高い。採用され、評価が高かった物はコーナー切り換えや曲が流れている時のアイキャッチに使われる。
同じ超A&G+で配信されている「西明日香のデリケートゾーン!」に送る、番組ロゴのワードアートも（一方的に）募集していた。

### 特別コーナー
いらないコーナー総選挙
リニューアル前週の配信で行われる「本当にいらないコーナーを決める」コーナー。ここでリスナーから最も票を集め（てしまっ）たコーナーは次回から打ち切りとなる。配信によって名称が変わっている。
わーきゃーCMコンテスト
2016年4月から配信時間が変更するにあたって、新しい番宣CMを作ろうというリスナーからの提案を受けて、2016年3月に3週にわたって行われた。しかし送られてきた物の大半は電波に乗せられない内容がほとんどであった。
ボッ祈願スペシャル
年度最初の配信で行われるコーナー。ヒャダインが今年の目標を発表し、それが叶うことを祈願するためにスタッフ特製のゲテ物鍋を食べる。
2012年
アクエリアスをベースに作った鍋。しかしヒャダインは動じず汁まで飲み干し、完食。この際の目標は「いいとも出演」。後に同年11月15日に出演し、願いが叶った形になった。
2013年
普通の鍋に入れる精力のつく食材をかけてターキーとお正月らしい5つの遊びで勝負した。この際の目標は「大河ドラマ出演」。
2014年
ヒャダインの自宅で収録。醤油ベースの出汁に豆腐・餅・粗挽きウインナー・アワビ・ちくわぶ・大量のキノコなどヒャダインや番組スタッフ、さらにヒャダインのマネージャーが持ってきた思い思いの材料を放り込んだ。目標は前年に引き続き「大河ドラマ出演」。

### 過去のコーナー
○○は俺の嫁!
アニメのキャラクターの旦那様を募集し、生電話で対戦するコーナー。嫁候補の応募が少ない・旦那だと自負するメールが来ないため、人気のコーナーではあるが1か月に1回しかできていないどころか無効試合が起きてしまったこともある。その後も対戦相手が見つからず、開催不可が続き自然消滅した。
Dr.ヒャダインの下半身診察室
下半身に関する悩みを募集し、それに対してアドバイスを与えるエンディングコーナー。 なお、このコーナーの時間は最長5分。終了1分前には鐘の音が、終了時にはブザー音がそれぞれ鳴る。リニューアル前はこの番組で唯一、読まれた人全員（例外有）に「処方箋」という名目のノベルティが贈られるコーナーだった。第3回いらないコーナー総選挙にて仕分けされ終了。
DTあるある
DTにありがちな行動を募集するコーナー。2012年10月に「真剣DTたまり場」と代わる形で終了。
チチをもげ
リスナーが励まされたアニソンをリクエストするコーナー。 但し、電波曲限定。 なお、エピソードは捏造でも可。第1回いらないコーナー総選挙にて最も票を集めたため終了。
今夜の料理
リスナーに「今夜のオカズ」を絵に書いてもらって送ってもらい発表するコーナー。
上記の通り「オカズの様子を描かなければならない」というハードルの高さからお便りが来ず、自然消滅した。
Answer right away!
真面目なお悩みにズバッと一言で解決していくコーナー。
わーきゃーいわれたーい
様々な女子をターゲットに、色々なチャレンジに挑戦していくコーナー。
美食家ヒャダイン
二つのものを目隠しした状態で比べて、どちらが高価なものか当てるコーナー。ヒャダインとターキーの対戦制で、間違うごとに溜まるポイントが一定数に達すると罰ゲームが執行される。最終的にターキーがアウトとなり、「一日、女性物の下着を身につけて生活する」という罰ゲームが執行されて終了した。
捏造一週間
音楽活動が多忙な故に、それ以外の活動に励みにくいヒャダインのためにリスナーから捏造の一週間の出来事を募集し、紹介するオープニングコーナー。
そこから長女の前山田輪駄（まえやまだ りんだ、姉、小学生）と長男の前山田歯見豚（まえやまだ はみるとん、弟、幼稚園児→小学生）を誕生させている。妻はおらず、ヒャダインが男手一人で育てるという設定になっているが、たまに本当のことだと勘違いしている人がいた、とのこと。
「第2回いらないコーナー総選挙」で最も票を集めたため終了。
ヒャダトーーーク
番組で作った・または使った備品を用いた話を募集し、最も優秀だった作品にその品をプレゼントするコーナー。当初はアルバムの企画で東北に行った際に作ったこけし（通称・ボッキ神）をかけた「こけトーーーク」という単発企画だったが、優秀な作品が大量に届いたことと、リスナーからのウケも良かったことからシリーズ化された。
第3回いらないコーナー総選挙にて仕分けされ終了。
ヒャダ 倫
リスナーが他の番組（超A&G+の番組限定）に送ろうと思っている「少々（？）攻めたメール」を送ってもらい、その中からわーきゃースタッフが作家の時点で確実に飛ばされると判断した物をヒャダインが添削し、採用されるようにNGな箇所を別の言葉に置き換えるコーナー。ただし、添削は適当かつ甘い。
大抵添削されるのはゲスな内容のメールだったため、送られる先の番組スタッフからクレーム（という名の本気のお叱り）を受けまくった結果「第3回いらないコーナー総選挙」開催を待たずに、打ち切りが決定した。
A澤くん（アユジュン）、ごめんなさい
リスナーがヒャダイン牧師に自らが起こした過ちを懺悔すると同時に、この番組がやったゲスい内容も「ついでに」清算するエンディングコーナー。
2013年夏の改編によりリピート配信の時間帯が、至極真っ当な生配信の人気ラジオ番組（『A&G NEXT GENERATION Lady Go!!』）の前に移ってしまったため、急遽「中和剤」として作られたコーナー。「A澤くん/アユジュン（=鮎澤）」は至極真っ当な生放送の人気ラジオ番組のディレクターを指す。
2013年秋の改編にて山梨放送でのリピート放送が決定し、（山梨放送版での）後番組との整合がつかなくなってしまうことから終了となった。
課金ゲーに行け！
「ヒャダインアカデミー」から誕生した企画。
北方謙三の名言「ソープに行け」のように、堂々と言えばゲスい言葉も格言っぽく聞こえるのではないか？ ということを検証するコーナー。雰囲気作りのために、ヒャダインはメールを読んだ後にドヤ顔を見せるのが恒例となっている。また、その際流れるイントロは毎回違う物を用いた。「怒りチン党」と入れ替わる形で終了。
告白テンプレート
「ヒャダインアカデミー」から誕生した企画。
リスナーが出会った嫌な異性についてのエピソードに「でも、好きなんです。どうしたらいいですか？」とつければ怒りが治まるのではないか、というリスナーからの提案を実際に試してみたコーナー。「怒りチン党」と入れ替わる形で終了。
駆け込みヒャダイン寺
「ヒャダインアカデミー」から誕生した企画。
人前で言ったら確実に変態認定されてしまうような煩悩をヒャダインが代行して叫んでくれるコーナー。「怒りチン党」と入れ替わる形で終了。
タイトルマッチンコ脳
「ヒャダインアカデミー」から誕生した企画。
「チンカス通信」でお馴染みのイカ兄の後継者を育成すべく誕生したコーナー。
番組から出されたシチュエーションにどれだけ本能（通称・チンコ脳）で書きなぐった回答が出来るかを競う。ちなみに回答について考え始めるとどんどん気になってしまい次のお便りに進めないため、このコーナーの間スタジオでは「なんで」「どうして」といった疑問の言葉を言うのは禁止、とされている。
第3回いらないコーナー総選挙にて仕分けされ終了したものの、ヒャダイン自身はこのコーナーをいたく気に入っていたためこの結果に抗議していた。一部のリスナーも復活祈願メールを送っていたがほとんどは「チンコ脳」で書かれたもので復活を祈願するものはなく、復活することは無かった。

### ヒャダ イン語一覧
これまでに決まった「ヒャダイン語」には以下のものがあり、これらの「ヒャダ イン語」は配信中に活用される。
- 自慰行為→ジョブチェンジ（男性版・終わった後は賢者になれるから）、ひとりでできるもん（女性版・当初は超A&G+の別番組の一部分を使った物を採用しようとしたが、プロデューサーのお叱りを受けてこの形となった）
- 睾丸→ω（子供版）、マナカナ（大人版）
- 陰茎→出世魚（ハマチからブリになったりするから）or ペニ坊
- 陰毛→青梗菜または万華鏡
- 肛門→ 水戸肛門
- フェラチオ → なめしごJAPAN
- 精子→ユミ（リスナーのお母さんの名前から） サカモトさん (構成作家の卒業に合わせて 2019年3月27日変更)
- 女性器 → ベーコンチーズバーガー（見た目が似ているから）
- 処女膜 → しょーじょーまーくー（「ヒャダインのじょーじょーゆーじょー」の歌い出しと同じように言う）
- 愛液→ヒロシ（リスナーのお父さんの名前から）→556（該当するリスナーが卒業したため変更）
- クンニリングス→小豆洗い（畑亜貴考案）
- セックス→無理ゲー（DTにとって難易度が高すぎるから）
- タンポン→秋田県（「きりたんぽ」に形も名前も似ているところから）
- 排泄行為→ロビンソン（該当行為を行うAVシリーズが語源）
- 膣内射精→ナナナナ・ナカダ-C（「ヒャダインのカカカタ☆カタオモイ-C」が語源）タルタルバーガー (2019年9月4日変更)
- 包茎→包茎牧場
- アダルトビデオ→シコシコ動画（シコ動）
- パイパン→ パイパンマン 甘栗 (2019年9月11日変更)
- 顔射 → ありがとう
- 素股→スマタ行進曲
- 勃起 → ひらけ！ボッキッキ
- チンカス → マラカス
- 風俗 → 課金ゲー
- 手コキ → 部活
- 手マン → ブリッ子（リスナーのラジオネームより。女性に関わらず、このお題について3つの案を投稿した勇気を評して）チュクラッチョ(DJのスクラッチ音に似てかっこいいため 2019年8月14日変更)
- オナホ → テンガリオン（リスナーのラジオネームより。本人も推薦）
- バイブ → サバイブルダンス
- AV女優 → エッチなお姉さん
- 夢精 →ドリカム（英語で「夢」を表す「dream」と「精」を表す「cum[10]」をくっつけて略したもの）
- コンドーム → ゴムゴムの実
- ラブホテル → プレイステーション（「無理ゲー」をする場所だから）
- 生理 → 月の涙
- セカンドDT → 一発屋
- 3P→三国志
- 貧乳→ピン乳
- 包茎メール→他のリスナーと考えがかぶった時に読まれるメール（ジョブチェンジ四十八手や、DT船を編むなどで読まれることが多い)
- ごっくん → のどごし生
- ヤリマン → おてんばベーコン

## ゲスト
- 第8回配信分（2011年11月24日） - 下野紘
- 第10回配信分（2011年12月8日） - リョヲ丞（少女-ロリヰタ-23区）
- 第12回配信分（2011年12月22日） - 畑亜貴
- 第17回配信分（2012年1月26日） - 野宮真貴
- 第19回配信分（2012年2月9日） - DJ和
- 第34回配信分（2012年5月24日） - 下野紘
- 第35回配信分（2012年5月31日） - 鷲崎健
- 第45回配信分（2012年8月16日） - 吉木りさ
- 第52回配信分（2012年10月4日） - ゆいかおり、平野綾、吉木りさ、井口（元プロデューサー）（全員収録音声のみ）
- 第55回配信分（2012年10月25日） - 逹瑯（ムック）
- 第61回配信分（2012年12月6日） - 吉木りさ
- 第64回配信分（2012年12月27日） - サカモト教授
- 第67回配信分（2013年1月17日 ）- 虎南有香
- 第69回配信分（2013年1月31日） - 堂島孝平
- 第71回配信分（2013年2月14日） - 山田ルイ53世（髭男爵）
- 第87回ｖ分（2013年5月30日） - 小林ゆう
- 第100回配信分[11]（2013年8月28日）- 下野紘、井口（元プロデューサー）、小林ゆう（以上・電話出演）、流田Project
- 第103回配信分（2013年9月19日） - 流田豊（流田Project）
- 第104回配信分（2013年9月26日） - やついいちろう（エレキコミック）
- 第105回配信分（2013年10月3日） - 細身のシャイボーイ
- 第106回配信分（2013年10月10日） - Gero
- 第113回配信分（2013年11月28日） - 関根優那（Cheeky Parade）
- 第117回配信分（2013年12月26日） - 田中萌（本気!アニラブ火曜日パーソナリティ・電話出演）
- 第128回配信分（2014年3月20日） - マーティ・フリードマン
- 第136回配信分（2014年5月15日） - 下野紘
- 第137回配信分（2014年5月22日） - 流田豊（流田Project）
- 第150回配信分[12]（2014年8月14日） - 流田Project、細身のシャイボーイ
- 第156回配信分（2014年9月25日） - サカモト教授
- 第186回配信分（2015年4月30日） - 中川翔子
- 第200回配信分[13]（2015年8月6日） - 流田Project、細身のシャイボーイ
- 第205回配信分（2015年9月10日） - 赤飯
- 第210回配信分（2015年10月15日） - 流れ星
- 第215回配信分（2015年11月19日） - 森口博子
- 第221回配信分[14]（2015年12月31日） - 細身のシャイボーイ、Nana・Mina・Lina（MAX）
- 第300回配信分（2017年7月5日） - 西明日香